# نهنگ صاف کوتوله
نهنگ صاف کوتوله یا یوزنهنگ کوتوله (Caperea marginata) یک گونه از نهنگ است که توسط جان ادوارد گری و در سال ۱۸۶۴ معرفی شد. این نهنگ کوچک‌ترین عضو زیرراسته بی‌دندانان است، طولش بین ۴ تا ۵٫۶ متر و ۳ تا ۳٫۵ تن وزنش است.
این نهنگ بیشتر در نیم‌کره جنوبی یافت می‌شود.
خانواده یوزنهنگ کوتوله، نونهنگان (Neobalaenidae) نام دارد که کوچک‌ترین وال‌ها هستند با بالهٔ پشتی داسی‌شکل و رنگ پشت سیاه یا خاکستری و زیر بدن روشن.